# Thierbach
Thierbach is het kleinste en hoogstgelegen dorp (1180 meter) van de vier kerkdorpen in de gemeente Wildschönau in het district Kufstein in de Oostenrijkse deelstaat Tirol. Het dorp telde in 2001 241 inwoners.
De aan de heilige Michaël gewijde parochiekerk, gebouwd in de jaren 1789 en 1790 vormt de belangrijkste bezienswaardigheid van het dorp. In de Speckbacher Stube, een grotendeels authentieke gelagkamer in het Gasthof Sollerer, zou de Tiroolse vrijheidsstrijder Josef Speckbacher in het jaar 1809 zijn oproep tot een gemeenschappelijke vrijheidsstrijd met Andreas Hofer tegen het Franse en het Beierse leger hebben opgesteld: Wer kein Schießgewehr hat, möge Spieße oder Mistgabeln an lange Stangen machen und damit sein Möglichstes tun (Hij die geen geweer heeft, kan lansen of mestvorken op lange stokken vastbinden en daarmee doen wat binnen zijn bereik ligt).
Thierbach leeft vooral van het wintertoerisme. Daarnaast houden veel inwoners, als nevenverdienste, melk- en slachtvee.

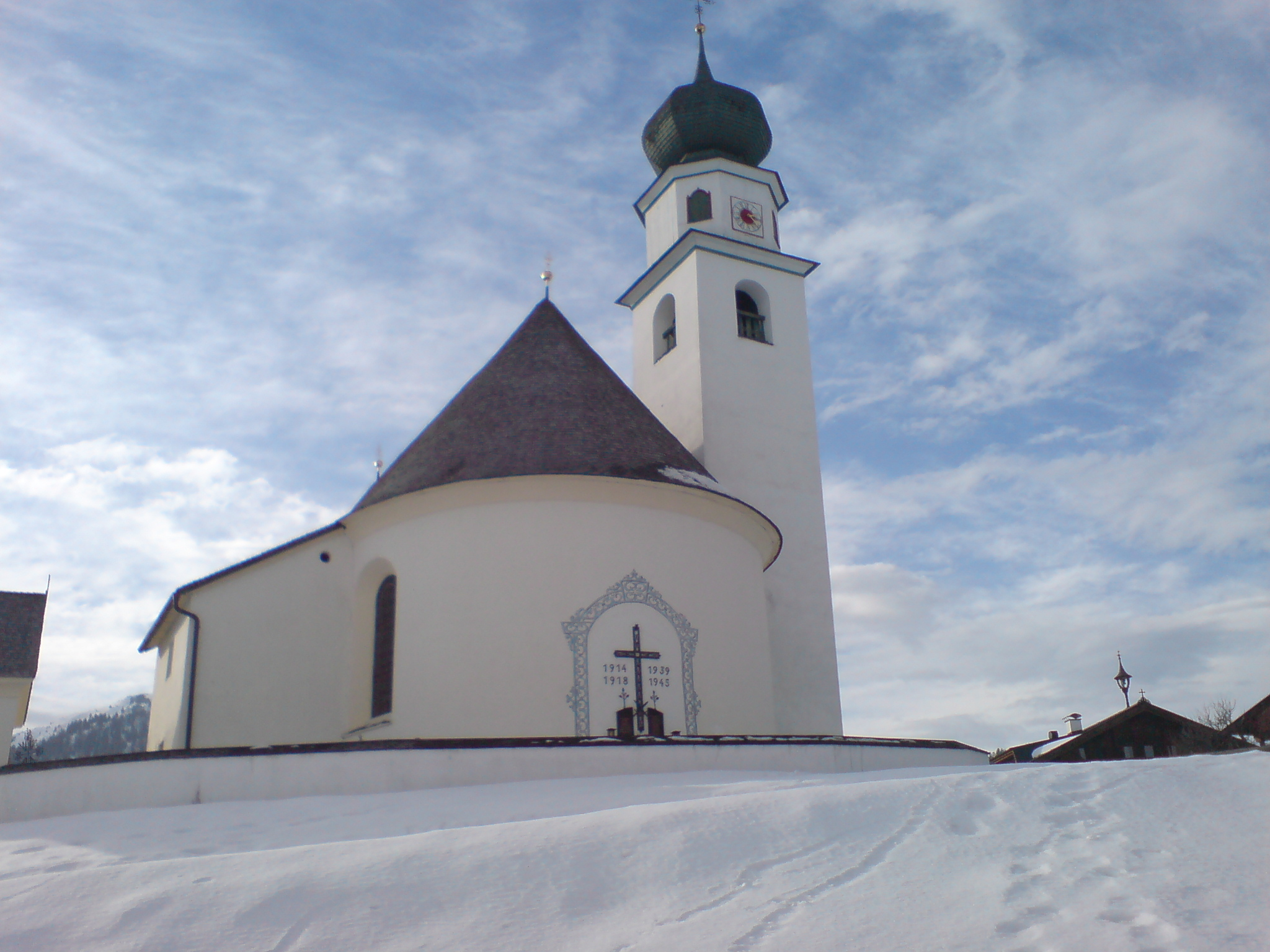
Thierbach in de winter